# Nyssodesmus attemsi
Nyssodesmus attemsi är en mångfotingart som beskrevs av Hoffman 1960. Nyssodesmus attemsi ingår i släktet Nyssodesmus och familjen Platyrhacidae. Inga underarter finns listade i Catalogue of Life.